# New Connexion
Die New Connexion, auch Methodist New Connexion, Wesleyan New Connexion oder Kilhamiten genannt, war eine methodistische Freikirche in Großbritannien, die von 1797 bis 1907 bestand.

## Geschichte
Die New Connexion entstand 1797 als erste größere Abspaltung vom methodistischen Mainstream, der Original Connexion, nachdem eine Minderheit um den 1796 ausgeschlossenen Alexander Kilham (1762–1798) eine demokratischere Struktur und weitgehende Mitbestimmungsrechte der Laien einforderten. Im Hintergrund der zur Spaltung führenden Konflikte spielte darüber hinaus die Sympathie Kilhams und vieler seiner Anhänger mit der französischen Revolution, mit den von Thomas Paine in Right of Man geäußerten politischen Ideen und mit der sich konstituierenden Bewegung der Radikalen eine wichtige Rolle; Mitglieder der New Connexion bezeichneten sich zuweilen selbst als Tom-Paine-Methodisten. Prinzipielle theologische Gegensätze zwischen der New Connexion und der Original Connexion bestanden nicht.
Die Mitgliedschaft der New Connexion rekrutierte sich vor allem aus Handwerkern und Angehörigen der gebildeten Mittelschichten und den politischen Ideen der Aufklärung positiv gegenüberstehenden Methodisten in den Gewerbezentren Lancashires und des West Ridings. Die New Connexion blieb in der Zeit ihres Bestehens eine relativ kleine Kirche (1851 rund 17.000 Mitglieder in 300 Gemeinden) und schloss sich 1907 mit der United Methodist Free Churches und den Bible Christians zur United Methodist Church zusammen, die 1932 wiederum in der Methodist Church of Great Britain aufging.

## Bekannte Mitglieder und Projekte
William Booth und Catherine Booth, Gründer der Heilsarmee, waren vor deren Gründung Mitglieder der New Connexion.
Der Fußballclub FC Everton wurde 1878/79 ursprünglich von einer Liverpooler Gemeinde der New Connexion gegründet.

## Mitgliederentwicklung
- 1801: 4.815
- 1826: 10.233
- 1851: 16.962
- 1881: 25.797
- 1906: 37.017[3]